# Relaciones Estonia-México
Las naciones de Estonia y México al principio establecieron relaciones diplomáticas en 1937, sin embargo, relaciones diplomáticas se rompieron en 1944 después de la anexión de Estonia por la Unión Soviética. Las relaciones diplomáticas se restablecieron en 1991. Ambas naciones son miembros de las Naciones Unidas y la Organización para la Cooperación y el Desarrollo Económicos.

## Historia

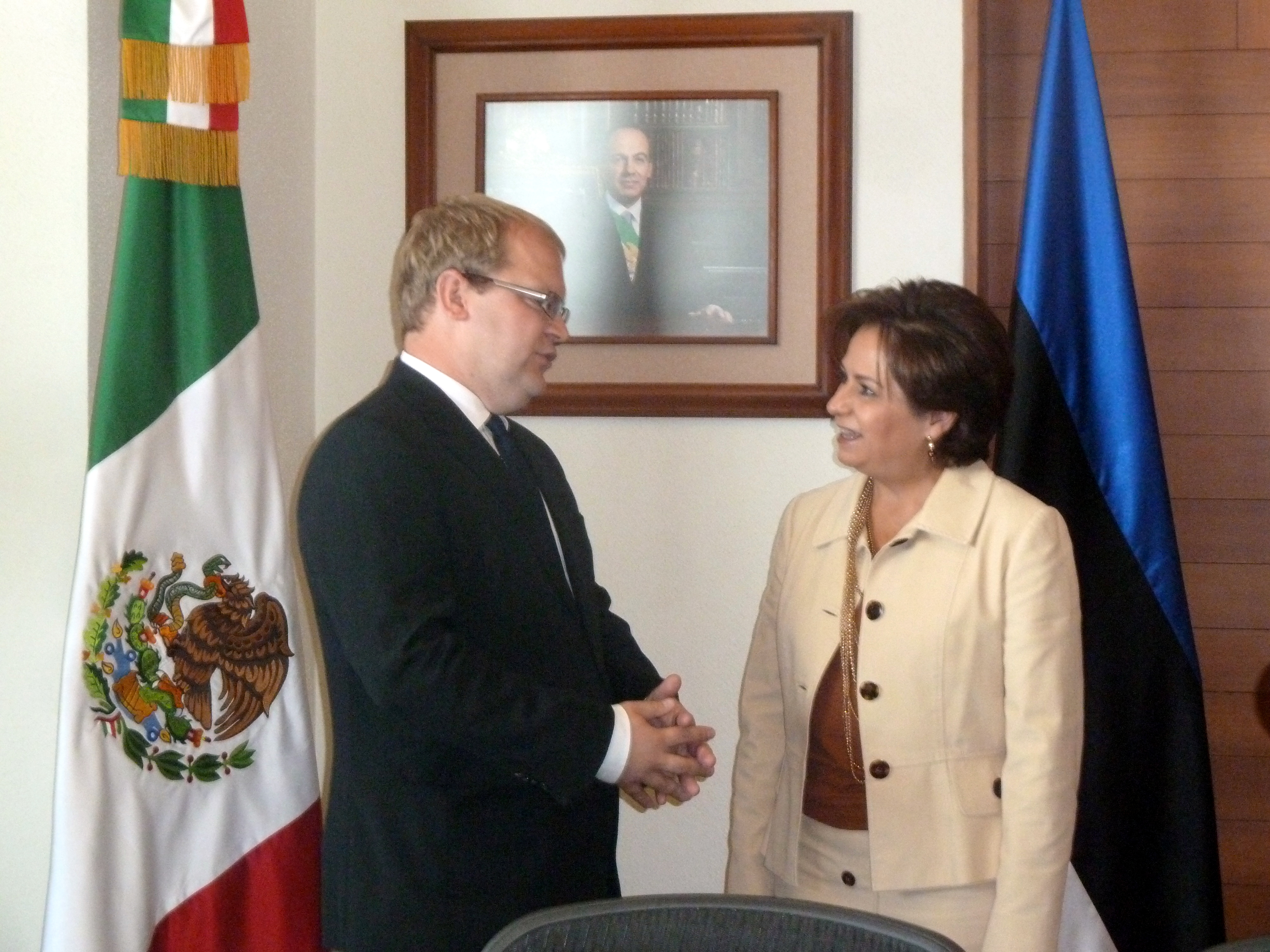
El canciller estonio Urmas Paet y la canciller mexicana Patricia Espinosa Cantellano en la Ciudad de México; octubre de 2012.

Estonia y México establecieron relaciones diplomáticas el 28 de enero de 1937 en Nueva York. El 3 de enero de 1938, entró en vigor un Acuerdo de Amistad entre las dos naciones. En 1941, durante la Segunda Guerra Mundial, Estonia fue ocupada por la Alemania y la Unión Soviética. Después de la guerra, Estonia fue anexada por la Unión Soviética en septiembre de 1944. México fue uno de los pocos países que no reconoció la anexión soviética de Estonia.
En agosto de 1991, Estonia obtuvo su independencia después de la Disolución de la Unión Soviética. México reconoció pronto la independencia de Estonia el 5 de septiembre de 1991 y restableció sus relaciones diplomáticas con el país el 5 de diciembre de 1991. Desde entonces, México ha sido acreditado en Estonia desde su embajada en Helsinki, Finlandia y Estonia ha sido acreditada a México desde su embajada en Washington D. C., Estados Unidos.
En octubre de 1995, el presidente estonio Lennart Meri realizó una visita a México y se reunió con el presidente Ernesto Zedillo. En mayo de 2004, el Primer ministro estonio Juhan Parts asistió a la Cumbre de América Latina, el Caribe y la Unión Europea celebrada en Guadalajara. En septiembre de 2005, la subsecretaria de Relaciones Exteriores de México, Lourdes Aranda, viajó a Estonia.
En octubre de 2012, el minstro de Relaciones Exteriores de Estonia, Urmas Paet, hizo una visita a México y se reunió con su homóloga Patricia Espinosa. El ministro Paet regresaría nuevamente a México en mayo de 2013 y se reuniría con el secretario de Relaciones Exteriores José Antonio Meade.
En 2017, artistas mexicanos de grafiti donaron 30 murales para el centenario de Estonia en 2018.
En octubre de 2021, el director general para Europa, Bernardo Aguilar Calvo, realizó una visita a Tallin y encabezó la delegación mexicana en la VI reunión del Mecanismo de Consultas Políticas entre México y Estonia. En el marco de esta reunión, ambos países revisaron los avances en la relación bilateral e intercambiaron puntos de vista sobre temas regionales.

## Visitas de alto nivel
Visitas de alto nivel de Estonia a México
- Presidente Lennart Meri (1995)
- Primer ministro Juhan Parts (2004)
- Ministro de Relaciones Exteriores Urmas Paet (2012, 2013)
- Canciller del Ministerio de Asuntos Exteriores Väino Reinart (2015)

Visitas de alto nivel de México a Estonia
- Subsecretaria de Relaciones Exteriores Lourdes Aranda Bezaury (2005)
- Subsecretario de Relaciones Exteriores Carlos de Icaza González (2014)
- Director general para Europa Bernardo Aguilar Calvo (2021)

## Acuerdos bilaterales
Ambas naciones han firmado algunos acuerdos bilaterales como un Acuerdo de Amistad (1938); Acuerdo de Cooperación Técnica (1995); Acuerdo de Cooperación Educativa, Cultural, y Deportiva (2005) y un Acuerdos para Evitar la Doble Tributación y Prevenir la Evasión Fiscal en Materia de Impuesto sobre la Renta y su Protocolo (2012).

## Comercio
En 1997, México firmó un Tratado de Libre Comercio con la Unión Europea (lo cual incluye también a Estonia). En 2023, el comercio entre Estonia y México ascendió a $93 millones de dólares. Las principales exportaciones de Estonia a México incluyen: teléfonos y teléfonos móviles, maquinaria y equipo eléctrico, partes y accesorios de vehículos automotores, productos químicos, plástico, turba, artículos de hierro o acero, y levaduras. Las principales exportaciones de México a Estonia incluyen: instrumentos y aparatos para medir o detectar radiaciones alfa, beta, gamma, rayos X, radiaciones cósmicas u otras radiaciones ionizantes; circuitos electrónicos integrados, herramientas, remolques y semirremolques, cuero y pieles, alcohol, frutas y verduras y productos alimenticios, y piedras naturales. Empresas estonias como Bolt y X-Road (entre otros) operan en México.

## Misiones diplomáticas
- Estonia está acreditada ante México desde su embajada en Washington D. C., Estados Unidos[15] y mantiene consulados honorarios en la Ciudad de México y Tampico.[16]
- México está acreditado ante Estonia desde su embajada en Helsinki, Finlandia y mantiene un consulado honorario en Tallin.[17]